# Cambalida griswoldi
Cambalida griswoldi is een spinnensoort uit de familie van de loopspinnen (Corinnidae). De wetenschappelijke naam van de soort werd in 2012 gepubliceerd door Charles Richard Haddad.
De soort is endemisch in Madagaskar. Het holotype werd gevonden in Antsiranana, maar de soort werd ook waargenomen in Toliara.